# 바키 다브렉
바키 다브렉(Baki Davrak, 1971년 1월 1일 ~ )은 독일의 연극 배우, 영화배우, 텔레비전 배우이다.

## 영화
- 커다란 절망 (2011년)
- 천국의 가장자리 (2007년)
- 브링만스 앵거 (2006년)
- 딜러 (1999년)
- 알렉스 행성 (1999년)